# Arsenal Football Club 2010-2011
Questa voce raccoglie le informazioni riguardanti l'Arsenal Football Club nelle competizioni ufficiali della stagione 2010-2011.

## Divise
Lo sponsor tecnico per la stagione 2010-2011 è Nike, quello ufficiale è Fly Emirates.
| Casa | Trasferta |

## Rosa
La rosa e la numerazione sono aggiornate al 20 febbraio 2011. Sono in corsivo i giocatori che hanno lasciato la società durante la stagione.
| N. |                        | Ruolo | Calciatore               |
| -- | ---------------------- | ----- | ------------------------ |
| 1  | Spagna (bandiera)      | P     | Manuel Almunia           |
| 2  | Francia (bandiera)     | C     | Abou Diaby               |
| 3  | Francia (bandiera)     | D     | Bacary Sagna             |
| 4  | Spagna (bandiera)      | C     | Cesc Fàbregas (capitano) |
| 5  | Belgio (bandiera)      | D     | Thomas Vermaelen         |
| 6  | Francia (bandiera)     | D     | Laurent Koscielny        |
| 7  | Rep. Ceca (bandiera)   | C     | Tomáš Rosický            |
| 8  | Francia (bandiera)     | C     | Samir Nasri              |
| 10 | Paesi Bassi (bandiera) | A     | Robin van Persie         |
| 11 | Messico (bandiera)     | A     | Carlos Vela              |
| 14 | Inghilterra (bandiera) | A     | Theo Walcott             |
| 15 | Brasile (bandiera)     | C     | Denílson                 |
| 17 | Camerun (bandiera)     | C     | Alexandre Song           |
| 18 | Francia (bandiera)     | D     | Sébastien Squillaci      |

| N. |                           | Ruolo | Calciatore          |
| -- | ------------------------- | ----- | ------------------- |
| 19 | Inghilterra (bandiera)    | C     | Jack Wilshere       |
| 20 | Svizzera (bandiera)       | D     | Johan Djourou       |
| 21 | Polonia (bandiera)        | P     | Łukasz Fabiański    |
| 22 | Francia (bandiera)        | D     | Gaël Clichy         |
| 23 | Russia (bandiera)         | C     | Andrej Aršavin      |
| 27 | Costa d'Avorio (bandiera) | C     | Emmanuel Eboué      |
| 28 | Inghilterra (bandiera)    | D     | Kieran Gibbs        |
| 29 | Marocco (bandiera)        | A     | Marouane Chamakh    |
| 40 | Inghilterra (bandiera)    | C     | Craig Eastmond      |
| 41 | Inghilterra (bandiera)    | C     | Jay Emmanuel-Thomas |
| 46 | Inghilterra (bandiera)    | C     | Henri Lansbury      |
| 48 | Spagna (bandiera)         | D     | Ignasi Miquel       |
| 52 | Danimarca (bandiera)      | A     | Nicklas Bendtner    |
| 53 | Polonia (bandiera)        | P     | Wojciech Szczęsny   |

### Staff tecnico
Aggiornato al 7 agosto 2010.
| Allenatore:                 | Arsène Wenger |
| Allenatore in seconda:      | Pat Rice      |
| Osservatore Prima Squadra:  | Boro Primorac |
| Allenatore Squadra Riserve: | Neil Banfield |
| Allenatore Primavera:       | Steve Bould   |
| Allenatore dei portieri:    | Gerry Peyton  |

## Calciomercato

### Sessione estiva(dall'1/7 al 1/9)
| Acquisti | Acquisti            | Acquisti  | Acquisti                    |
| R.       | Nome                | da        | Modalità                    |
| -------- | ------------------- | --------- | --------------------------- |
| A        | Marouane Chamakh    | Bordeaux  | definitivo (svincolato)     |
| D        | Sébastien Squillaci | Siviglia  | definitivo (6,5 milioni €)  |
| D        | Laurent Koscielny   | Lorient   | definitivo (12,5 milioni €) |
| C        | Sanchez Watt        | Leeds Utd | fine prestito               |

| Cessioni | Cessioni          | Cessioni        | Cessioni                     |
| R.       | Nome              | a               | Modalità                     |
| -------- | ----------------- | --------------- | ---------------------------- |
| C        | Fran Mérida       | Atlético Madrid | svincolato                   |
| D        | Philippe Senderos | Fulham          | svincolato                   |
| D        | William Gallas    | Tottenham       | svincolato                   |
| D        | Mikaël Silvestre  | Werder Brema    | svincolato                   |
| D        | Sol Campbell      | Newcastle Utd   | svincolato                   |
| A        | Eduardo           | Šachtar Donec'k | definitivo (7,2 milioni €)   |
| D        | Armand Traoré     | Juventus        | prestito oneroso (500 000 €) |

### Trasferimenti tra le due sessioni
| Acquisti | Acquisti | Acquisti | Acquisti |
| R.       | Nome     | da       | Modalità |
| -------- | -------- | -------- | -------- |

| Cessioni | Cessioni       | Cessioni          | Cessioni                      |
| R.       | Nome           | a                 | Modalità                      |
| -------- | -------------- | ----------------- | ----------------------------- |
| P        | Vito Mannone   | Hull City         | prestito                      |
| C        | Aaron Ramsey   | Nottingham Forest | prestito                      |
| C        | Henri Lansbury | Norwich City      | prestito(fino a maggio 2011)) |

### Sessione invernale(dal 7/1 al 31/1)
| Acquisti | Acquisti     | Acquisti          | Acquisti      |
| R.       | Nome         | da                | Modalità      |
| -------- | ------------ | ----------------- | ------------- |
| P        | Vito Mannone | Hull City         | fine prestito |
| C        | Aaron Ramsey | Nottingham Forest | fine prestito |

| Cessioni | Cessioni            | Cessioni      | Cessioni                     |
| R.       | Nome                | a             | Modalità                     |
| -------- | ------------------- | ------------- | ---------------------------- |
| P        | Vito Mannone        | Hull City     | prestito                     |
| C        | Aaron Ramsey        | Cardiff City  | prestito (fino al 26/2)      |
| C        | Jay Emmanuel-Thomas | Cardiff City  | prestito                     |
| C        | Craig Eastmond      | Millwall      | prestito                     |
| A        | Carlos Vela         | West Bromwich | prestito(fino a maggio 2011) |

## Risultati

### Barclays Premier League
| Arbitro: | Martin Atkinson |

|           |           |                  |
| N'Gog 46’ | Marcatori | 90’ (aut.) Reina |

| Arbitro: | Michael Jones |

|                                                                 |           |  |
| Walcott 12’, 39’, 58’ Arshavin 32’ (rig.) Diaby 48’ Chamakh 82’ | Marcatori |  |

| Arbitro: | Chris Foy |

|           |           |                          |
| Diouf 26’ | Marcatori | 19’ Walcott 51’ Arshavin |

| Arbitro: | Stuart Attwell |

|                                             |           |              |
| Koscielny 23’ Chamakh 57’ Song 77’ Vela 82’ | Marcatori | 44’ Elmander |

| Arbitro: | Phil Dowd |

|          |           |              |
| Bent 90’ | Marcatori | 13’ Fàbregas |

| Arbitro: | Michael Oliver |

|                |           |                                    |
| Nasri 74’, 90’ | Marcatori | 50’ Odemwingie 52’ Jara 72’ Thomas |

| Arbitro: | Mike Dean |

|                     |           |  |
| Drogba 39’ Alex 85’ | Marcatori |  |

| Arbitro: | Martin Atkinson |

|                       |           |           |
| Nasri 41’ Chamakh 47’ | Marcatori | 32’ Žigić |

| Arbitro: | Mark Clattenburg |

|  |           |                                 |
|  | Marcatori | 20’ Nasri 66’ Song 88’ Bendtner |

| Arbitro: | Michael Jones |

|          |           |  |
| Song 87’ | Marcatori |  |

| Arbitro: | Mike Dean |

|  |           |             |
|  | Marcatori | 45’ Carroll |

| Arbitro: | Mark Halsey |

|  |           |                 |
|  | Marcatori | 1’, 90’ Chamakh |

| Arbitro: | Howard Webb |

|            |           |                        |
| Cahill 88’ | Marcatori | 35’ Sagna 48’ Fàbregas |

| Arbitro: | Phil Dowd |

|                      |           |                                       |
| Nasri 8’ Chamakh 27’ | Marcatori | 50’ Bale 67’ van der Vaart 85’ Kaboul |

| Arbitro: | Mark Clattenburg |

|                |           |                                                 |
| Clark 51’, 70’ | Marcatori | 38’ Arshavin 44’ Nasri 55’ Chamakh 90’ Wilshere |

| Arbitro: | Chris Foy |

|                |           |            |
| Nasri 13’, 75’ | Marcatori | 30’ Kamara |

| Arbitro: | Howard Webb |

|                  |           |  |
| Park Ji-sung 40’ | Marcatori |  |

| Arbitro: | Mark Clattenburg |

|                                   |           |              |
| Song 44’ Fàbregas 51’ Walcott 52’ | Marcatori | 57’ Ivanović |

| Arbitro: | Lee Probert |

|                                 |           |                           |
| Watson 17’ Squillaci 80’ (aut.) | Marcatori | 39’ Arshavin 44’ Bendtner |

| Arbitro: | Peter Walton |

|  |           |                                             |
|  | Marcatori | 12’ van Persie 57’ Nasri 65’ (aut.) Johnson |

| Londra 5 gennaio 2011, ore 20:45 CET 21ª giornata | Arsenal    | 0 – 0 referto | Manchester City | Emirates Stadium (60.085 spett.)\| Arbitro: \| Mike Jones \| |
| Arbitro:                                          | Mike Jones |               |                 |                                                              |

| Arbitro: | Andre Marriner |

|  |           |                                 |
|  | Marcatori | 13’, 76’ van Persie 40’ Walcott |

| Arbitro: | Kevin Friend |

|                          |           |  |
| van Persie 21’, 58’, 85’ | Marcatori |  |

| Arbitro: | Lee Mason |

|                            |           |          |
| Arshavin 70’ Koscielny 75’ | Marcatori | 24’ Saha |

| Arbitro: | Phil Dowd |

|                                                  |           |                                           |
| Barton 68’ (rig.), 83’ (rig.) Best 74’ Tioté 87’ | Marcatori | 1’ Walcott 3’ Djourou 10’, 26’ van Persie |

| Arbitro: | Chris Foy |

|                     |           |  |
| van Persie 16’, 56’ | Marcatori |  |

| Arbitro: | Peter Walton |

|              |           |  |
| Squillaci 7’ | Marcatori |  |

| Londra 5 marzo 2011, ore 16:00 CET 28ª giornata | Arsenal | 0 – 0 referto | Sunderland | Emirates Stadium (60 081 spett.)\| Arbitro: \| Taylor \| |
| Arbitro:                                        | Taylor  |               |            |                                                          |

### Carling Cup
| Arbitro: | Lee Probert |

|           |           |                                                         |
| Keane 49’ | Marcatori | 15’ Lansbury 91’ (rig.), 95’ (rig.) Nasri 105’ Arshavin |

| Arbitro: | Andre Marriner |

|  |           |                                               |
|  | Marcatori | 45’ (aut.) Krul 53’, 88’ Walcott 82’ Bendtner |

| Arbitro: | Martin Atkinson |

|                                 |           |  |
| Alcaraz 41’ (aut.) Bendtner 67’ | Marcatori |  |

| Arbitro: | Martin Atkinson |

|             |           |  |
| Priskin 78’ | Marcatori |  |

| Arbitro: | Mark Halsey |

|                                         |           |  |
| Bendtner 61’ Koscielny 64’ Fàbregas 77’ | Marcatori |  |

| Arbitro: | Mike Dean |

|                |           |                       |
| van Persie 39’ | Marcatori | 28’ Žigić 89’ Martins |

### FA Cup
| Arbitro: | Phil Dowd |

|                     |           |                      |
| Fàbregas 90’ (rig.) | Marcatori | 54’ (rig.) Snodgrass |

| Arbitro: | Mike Dean |

|             |           |                                   |
| Johnson 37’ | Marcatori | 5’ Nasri 34’ Sagna 76’ van Persie |

| Arbitro: | Mark Clattenburg |

|                                  |           |         |
| Bendtner 21’ Fàbregas 86’ (rig.) | Marcatori | 66’ Lee |

| Arbitro: | Kevin Friend |

|            |           |             |
| Tehoue 88’ | Marcatori | 53’ Rosický |

| Arbitro: | Lee Mason |

|                                                     |           |  |
| Chamakh 7’ Bendtner 30’, 43’, 62’ (rig.) Clichy 75’ | Marcatori |  |

| Arbitro: | Chris Foy |

|                      |           |  |
| Fábio 28’ Rooney 49’ | Marcatori |  |

### UEFA Champions League

#### Fase a gironi
| Arbitro: | Alain Hamer |

|                                                                |           |  |
| Fàbregas 9’ (rig.), 53’ Arshavin 30’ Chamakh 34’ Vela 69’, 84’ | Marcatori |  |

| Arbitro: | Wolfgang Stark |

|                 |           |                                        |
| Cléo 33’ (rig.) | Marcatori | 15’ Arshavin 71’ Chamakh 82’ Squillaci |

| Arbitro: | Svein Oddvar Moen |

|                                                                 |           |             |
| Song 19’ Nasri 42’ Fàbregas 60’ (rig.) Wilshere 66’ Chamakh 69’ | Marcatori | 82’ Eduardo |

| Arbitro: | Massimo Busacca |

|                             |           |             |
| Chygrynskiy 28’ Eduardo 45’ | Marcatori | 10’ Walcott |

| Arbitro: | Viktor Kassai |

|                    |           |  |
| Matheus 83’, 90+3’ | Marcatori |  |

| Arbitro: | Paolo Tagliavento |

|                                             |           |          |
| van Persie 30’ (rig.) Walcott 73’ Nasri 77’ | Marcatori | 52’ Cléo |

#### Fase a eliminazione diretta
| Arbitro: | Nicola Rizzoli |

|                             |           |           |
| van Persie 78’ Arshavin 83’ | Marcatori | 26’ Villa |

| Arbitro: | Massimo Busacca |

|                                  |           |                     |
| Messi 45+3’, 71’ (rig.) Xavi 69’ | Marcatori | 53’ (aut.) Busquets |

## Statistiche
Statistiche aggiornate al 23 febbraio 2011, all'8 marzo per la sola Champions

### Statistiche di squadra
| Competizione     | Punti | In casa | In casa | In casa | In casa | In casa | In casa | In trasferta | In trasferta | In trasferta | In trasferta | In trasferta | In trasferta | Totale | Totale | Totale | Totale | Totale | Totale | DR  |
| Competizione     | Punti | G       | V       | N       | P       | Gf      | Gs      | G            | V            | N            | P            | Gf           | Gs           | G      | V      | N      | P      | Gf     | Gs     | DR  |
| ---------------- | ----- | ------- | ------- | ------- | ------- | ------- | ------- | ------------ | ------------ | ------------ | ------------ | ------------ | ------------ | ------ | ------ | ------ | ------ | ------ | ------ | --- |
| Premier League   | 56    | 14      | 10      | 1       | 3       | 30      | 12      | 13           | 7            | 4            | 2            | 27           | 15           | 27     | 17     | 5      | 5      | 57     | 27     | +30 |
| FA Cup           | -     | 2       | 1       | 1       | 0       | 3       | 2       | 2            | 1            | 1            | 0            | 4            | 2            | 4      | 2      | 2      | 0      | 7      | 4      | +3  |
| Carling Cup      | -     | 2       | 2       | 0       | 0       | 5       | 0       | 3            | 2            | 0            | 1            | 8            | 2            | 5      | 4      | 0      | 1      | 13     | 2      | +11 |
| Champions League | -     | 4       | 4       | 0       | 0       | 16      | 3       | 3            | 1            | 0            | 3            | 5            | 8            | 8      | 5      | 0      | 3      | 21     | 11     | +10 |
| Totale           | -     | 22      | 16      | 2       | 3       | 54      | 17      | 22           | 11           | 5            | 6            | 44           | 27           | 44     | 28     | 7      | 9      | 98     | 44     | +54 |

### Statistiche dei giocatori
| Giocatore          | Premier League | Premier League | Premier League | Premier League | Carling Cup | Carling Cup | Carling Cup | Carling Cup | FA Cup   | FA Cup | FA Cup      | FA Cup     | Champions League | Champions League | Champions League | Champions League | Totale   | Totale | Totale      | Totale     |
| Giocatore          | Presenze       | Reti           | Ammonizioni    | Espulsioni     | Presenze    | Reti        | Ammonizioni | Espulsioni  | Presenze | Reti   | Ammonizioni | Espulsioni | Presenze         | Reti             | Ammonizioni      | Espulsioni       | Presenze | Reti   | Ammonizioni | Espulsioni |
| ------------------ | -------------- | -------------- | -------------- | -------------- | ----------- | ----------- | ----------- | ----------- | -------- | ------ | ----------- | ---------- | ---------------- | ---------------- | ---------------- | ---------------- | -------- | ------ | ----------- | ---------- |
| M. Almunia         | 6              | -7             | ?              | ?              | 1           | 0           | ?           | ?           | 0        | 0      | 0           | 0          | 0                | 0                | 2                | -2               | 7        | -7     | 2+          | -2+        |
| A. Arshavin        | 26             | 5              | ?              | ?              | 1           | 0           | ?           | ?           | 3        | 1      | ?           | ?          | 0                | 0                | 4                | 0                | 30       | 6      | 4+          | 0+         |
| N. Bendtner        | 10             | 2              | ?              | ?              | 0           | 0           | 0           | 0           | 4        | 3      | ?           | ?          | 0                | 0                | 4                | 1                | 14       | 5      | 4+          | 1+         |
| M. Chamakh         | 22             | 7              | ?              | ?              | 4           | 0           | ?           | ?           | 2        | 0      | ?           | ?          | 0                | 0                | 4                | 0                | 28       | 7      | 4+          | 0+         |
| G. Clichy          | 25             | 0              | ?              | ?              | 2           | 0           | ?           | ?           | 2        | 0      | ?           | ?          | 0                | 0                | 1                | 0                | 29       | 0      | 1+          | 0+         |
| Denílson           | 14             | 0              | ?              | ?              | 3           | 0           | ?           | ?           | 5        | 0      | ?           | ?          | 0                | 0                | 4                | 0                | 22       | 0      | 4+          | 0+         |
| A. Diaby           | 11             | 1              | ?              | ?              | 0           | 1           | ?           | ?           | 0        | 0      | 0           | 0          | 0                | 0                | 1                | 0                | 11       | 2      | 1+          | 0+         |
| J. Djourou         | 15             | 1              | ?              | ?              | 2           | 0           | ?           | ?           | 5        | 0      | ?           | ?          | 0                | 0                | 2                | 0                | 22       | 1      | 2+          | 0+         |
| C. Eastmond        | 0              | 0              | 0              | 0              | 0           | 0           | 0           | 0           | 2        | 0      | ?           | ?          | 0                | 0                | 0                | 0                | 2        | 0      | 0+          | 0+         |
| E. Eboué           | 9              | 0              | ?              | ?              | 3           | 0           | ?           | ?           | 5        | 0      | ?           | ?          | 0                | 0                | 2                | 0                | 17       | 0      | 2+          | 0+         |
| J. Emmanuel-Thomas | 1              | 0              | ?              | ?              | 0           | 0           | 0           | 0           | 2        | 0      | ?           | ?          | 0                | 0                | 0                | 0                | 3        | 0      | 0+          | 0+         |
| Ł. Fabiański       | 14             | -14            | ?              | ?              | 0           | 0           | 0           | 0           | 1        | -1     | ?           | ?          | 0                | 0                | 0                | 0                | 15       | -15    | 0+          | 0+         |
| C. Fàbregas        | 20             | 3              | ?              | ?              | 5           | 0           | ?           | ?           | 3        | 1      | ?           | ?          | 0                | 0                | 3                | 2                | 28       | 4      | 3+          | 2+         |
| K. Gibbs           | 3              | 0              | ?              | ?              | 1           | 0           | ?           | ?           | 4        | 0      | ?           | ?          | 0                | 0                | 4                | 0                | 8        | 0      | 4+          | 0+         |
| L. Koscielny       | 21             | 2              | ?              | ?              | 5           | 2           | ?           | ?           | 5        | 1      | ?           | ?          | 2                | 0                | 2                | 0                | 33       | 5      | 2+          | 0+         |
| H. Lansbury        | 0              | 0              | 0              | 0              | 0           | 0           | 0           | 0           | 1        | 1      | ?           | ?          | 1                | 0                | 0                | 0                | 2        | 1      | 0+          | 0+         |
| I. Miquel          | 0              | 0              | 0              | 0              | 0           | 0           | 0           | 0           | 0        | 0      | 0           | 0          | 0                | 0                | 1                | 0                | 0        | 0      | 1           | 0          |
| S. Nasri           | 21             | 9              | ?              | ?              | 2           | 0           | ?           | ?           | 3        | 2      | ?           | ?          | 0                | 0                | 2                | 1                | 26       | 11     | 2+          | 1+         |
| T. Rosický         | 19             | 0              | ?              | ?              | 3           | 0           | ?           | ?           | 2        | 0      | ?           | ?          | 0                | 0                | 3                | 1                | 24       | 0      | 3+          | 1+         |
| B. Sagna           | 24             | 1              | ?              | ?              | 3           | 2           | ?           | ?           | 1        | 0      | ?           | ?          | 1                | 0                | 2                | 1                | 29       | 3      | 2+          | 1+         |
| A. Song            | 24             | 4              | ?              | ?              | 5           | 1           | ?           | ?           | 1        | 0      | ?           | ?          | 0                | 0                | 4                | 0                | 30       | 5      | 4+          | 0+         |
| S. Squillaci       | 17             | 1              | 1              | 0              | ?           | ?           | 0           | 0           | ?        | ?      | 0           | 0          | ?                | ?                | 3                | 0                | 17+      | 1+     | 4           | 0          |
| W. Szczęsny        | 7              | -6             | ?              | ?              | 1           | 0           | ?           | ?           | 4        | -1     | ?           | ?          | 0                | 0                | 2                | -2               | 12       | -7     | 2+          | -2+        |
| R. van Persie      | 15             | 10             | ?              | ?              | 2           | 0           | ?           | ?           | 2        | 0      | ?           | ?          | 0                | 0                | 1                | 1                | 19       | 10     | 1+          | 1+         |
| C. Vela            | 4              | 1              | ?              | ?              | 0           | 0           | 0           | 0           | 4        | 0      | ?           | ?          | 1                | 0                | 1                | 0                | 9        | 1      | 1+          | 0+         |
| T. Vermaelen       | 3              | 0              | ?              | ?              | 0           | 0           | 0           | 0           | 0        | 0      | 0           | 0          | 0                | 0                | 0                | 0                | 3        | 0      | 0+          | 0+         |
| T. Walcott         | 19             | 7              | ?              | ?              | 0           | 0           | 0           | 0           | 4        | 2      | ?           | ?          | 0                | 0                | 1                | 0                | 23       | 9      | 1+          | 0+         |
| J. Wilshere        | 24             | 1              | ?              | ?              | 3           | 1           | ?           | ?           | 4        | 0      | ?           | ?          | 0                | 0                | 0                | 0                | 31       | 2      | 0+          | 0+         |